# Judy Grinham
Judith Brenda Grinham, MBE, més coneguda com a Judy Grinham   (Neasden, 5 de març de 1939), però també pel seu nom de casada Judith Roe i Judith Rowley, és una nedadora anglesa ja retirada, especialista en estil lliure i esquena, que va competir durant la dècada de 1950. El 1956 i 1958 fou escollida Esportista Britànica de l'any. El 1958 fou la primera dona que, en qualsevol esport, posseïa de manera simultània el títol de campiona olímpica, d'Europa i de la Commonwealth.
El 1956 va prendre part en els Jocs Olímpics d'Estiu de Melbourne, on disputà dues proves del programa de natació. Guanyà la medalla d'or en els 100 metres esquena, mentre en els 4x100 metres lliures fou vuitena.
En el seu palmarès també destaquen una medalla d'or, una de plata i dues de bronze al Campionat d'Europa de natació de 1958 i dues d'or i una de bronze als Jocs de l'Imperi Britànic i de la Comunitat del mateix any. Guanyà cinc Campionats nacionals de l'ASA: un de les 110 iardes lliures (1958), un de les 220 iardes lliures (1957) i tres de les 110 iardes esquena (1955, 1956 i 1958).
El 1981 fou inclosa a l'International Swimming Hall of Fame com a "Honour Swimmer".
El 2007 fou ordenada Membre de l'Orde de l'Imperi Britànic (MBE), 50 anys després de la seva victòria a Melbourne.